# Pseudopaludicola riopiedadensis
Pseudopaludicola riopiedadensis és una espècie de granota que viu al Brasil.